# 哈茨代爾 (紐約州)
哈茨代爾（英語：Hartsdale）是位於美國紐約州西徹斯特縣的普查規定居民點。

## 人口
根據2020年美國人口普查的數據，哈茨代爾的面積為2.20平方千米，皆為陸地。當地共有人口3377人，而人口密度為每平方千米1,535人。